# Miguel Delgado Galindo
Miguel Delgado Galindo (Barcelona, 22 de maig de 1963) és un sacerdot catòlic, advocat, canonista, teòleg i escriptor. Des de 1985 pertany a l'Opus Dei. Durant uns anys va treballar com a advocat. Va ser ordenat el setembre de 1996. El 2004 va ser condecorat per Joan Pau II, com a "Capellà de la seva Santedat". El 18 de juny de 2011 va ser nomenat per Benet XVI sotssecretari del Consell Pontifici per als Laics

## Biografia
Va néixer a Barcelona, als voltants del Temple Expiatori de la Sagrada Família, el dia 22 de maig de 1963. Quan era jove ja va descobrir la seva vocació i des de 1985 pertany a l'Opus Dei. Va ser un dels joves participants de la Jornada Mundial de la Joventut 1989, que es va celebrar a Santiago de Compostel·la (Galícia). Llicenciat en Dret per la Universitat Autònoma de Barcelona (UAB), després d'haver exercit la professió d'advocat i d'haver treballat en diverses conselleries de la Generalitat de Catalunya, el 1991 es va traslladar a Itàlia per continuar amb els seus estudis eclesiàstics en Teologia i Dret canònic a la Pontifícia Universitat de la Santa Creu de Roma, on el 1996 va obtenir un Doctorat en Dret canònic. El 15 de setembre d'aquest mateix any va ser ordenat sacerdot en la Basílica de Sant Eugeni de Roma i després de la seva ordenació va tornar a Espanya.
El 1999 va tornar a Roma després d'haver estat cridat per la Santa Seu, on va començar a treballar al Consell Pontifici per als Laics com a Ajudant d'Estudi i Cap d'Oficina, responsabilitzant-se així de la Secció de Moviments eclesiales. El 2004, Joan Pau II li va atorgar el títol honorífic de Capellà de la seva Santedat i també el va escollir com a responsable del servei jurídic del dicasteri per als laics. És autor del diverses monografies i d'articles publicats en revista especialitzades en dret canònic.
Des del 18 de juny de 2011, després d'haver estat nomenat pel papa Benet XVI, és el Sotssecretari del mateix Consell Pontifici al qual pertany. El 17 d'abril de 2013 Miguel Delgado va passar a ser notícia a tot el món, per fer-li arribar durant l'audiència general papa Francesc, una samarreta del Futbol Club Barcelona signada pel jugador argentí Lionel Messi.